# Prix Naoki
Le prix Sanjūgo Naoki (直木三十五賞, Naoki Sanjūgo shō), dit plus couramment prix Naoki, créé en 1935 à la mémoire de l'écrivain japonais Sanjūgo Naoki, est un prix littéraire japonais remis deux fois l'an qui récompense des auteurs de romans populaires. Originellement destiné à faire la promotion des auteurs débutants ou méconnus, depuis les années 1970, il est de plus en plus attribué à des auteurs déjà reconnus. Il récompense tous les types de romans populaire, aussi bien romans historiques que romans policiers.
Le prix consiste en une montre et une bourse d'un million de yens.

## Liste des lauréats
| Année | Lauréats (1) | Traduction française                                               | Lauréats (2) | Traduction française                               |
| ----- | --- | ------------------------------------------------------------------ | --- | -------------------------------------------------- |
| 1935  | Matsutarō Kawaguchi, Tsuruhachi Tsurujirō (鶴八鶴次郎)                                                                                    | -                                                                  | Ukō Washio, Yoshinochō Taiheiki (吉野朝太平記)                                                                                               | -                                                  |
| 1936  | Chōgorō Kaionji, Tenshō Onna Kassen (天正女合戦)                                                                                          | -                                                                  | Takatarō Kigi, Jinsei no Ahō (人生の阿呆) | -                                                  |
| 1937  | non attribué | -                                                                  | Masuji Ibuse, John Manjirō Hyōryuki (ジョン萬次郎漂流記)                                                                                     | -                                                  |
| 1938  | Sotoo Tachibana, Narin denka eno kaisō (ナリン殿下への回想)                                                                               | -                                                                  | Tadao Oike, Kabuto kubi (兜首) | -                                                  |
| 1939  | non attribué | -                                                                  | non attribué | -                                                  |
| 1940  | Chiyo Tsutsumi, Koyubi (小指) | -                                                                  | Ukō Washio, Yoshinochō Taiheiki (吉野朝太平記) / Genzō Murakami, Kazusa Fudoki (上総風土記)                                                  | - / -                                              |
| 1941  | Soju Kimura, Unnan Shubihei (雲南守備兵)                                                                                                  | -                                                                  | non attribué | -                                                  |
| 1942  | non attribué | -                                                                  | Norio Taoka, Gōjō Ichigo (強情いちご) / Takeo Kanzaki, Kanyō (寛容)                                                                          | - / -                                              |
| 1943  | Shūgorō Yamamoto, Nihon Fudoki (日本婦道記) mais décline le prix                                                                          | -                                                                  | Soichi Mori, Yama Batake (山畠) | -                                                  |
| 1944  | Seizō Okada, Nyuginia Sangaku sen (ニューギニア山岳戦)                                                                                    | -                                                                  | non attribué | -                                                  |
|       | Pas de prix attribués de 1945 à 1948 |                                                                    | |                                                    |
| 1949  | Tsuneo Tomita, Men (面) | -                                                                  | Katsurō Yamada, Umi no Haien (海の廃園) | -                                                  |
| 1950  | Hidemi Kon, Tennō no bōshi (天皇の帽子) / Itoko Koyama, Shikkō Yuyo (執行猶予)                                                            | - / -                                                              | Kazuo Dan, Chōgonka (長恨歌) et Shinsetsu ishikawa goemon (真説石川五右衛門)                                                                 | -                                                  |
| 1951  | Keita Genji, Eigoya san (語屋さん) / Jūran Hisao, Suzuki Mondo (鈴木主水)                                                                 | - / -                                                              | Renzaburō Shibata, Iesu no ei (イエスの裔)                                                                                                   | -                                                  |
| 1952  | Shinji Fujiwara, Tsumina onna (罪な女) | -                                                                  | Nobuyuki Tateno, Hanran (叛乱) | -                                                  |
| 1953  | non attribué | -                                                                  | non attribué | -                                                  |
| 1954  | Yorichika Arima, Shushin miketsu han (終身未決犯)                                                                                         |                                                                    | Haruo Umezaki, Boroya no shunju (ボロ家の春秋) / Yukio Togawa, Takayasu ken monogatari (高安犬物語)                                          | - / -                                              |
| 1955  | non attribué | -                                                                  | Jirō Nitta, Goriki den (強力伝) / Eikan Kyu, Hong Kong (香港)                                                                                | - / -                                              |
| 1956  | Norio Nanjo, Todai Oni (灯台鬼) / Kanichi Kun, Kabe no hana (壁の花)                                                                      | - / -                                                              | Tōkō Kon, Ogin sama (お吟さま) / Hozumi Kyō, Kachi garasu (勝烏)                                                                             | - / -                                              |
| 1957  | Masanori Esaki, Ruson no tanima (ルソンの谷間)                                                                                            | -                                                                  | non attribué | -                                                  |
| 1958  | Toyoko Yamasaki, Hana noren (花のれん) / Eiji Shinba, Akai yuki (赤い雪)                                                                  | - / -                                                              | Saburō Shiroyama, Sokaiya Kinjo (総会屋錦城) / Takigawa Kyō, Ochiru (落ちる)                                                                 | - / -                                              |
| 1959  | Kieko Watanabe, Mabuchi gawa (馬淵川) / Yumie Hiraiwa, Tagane shi (鏨師)                                                                  | - / -                                                              | Ryōtarō Shiba, Fukuro no shiro (梟の城) / Yasugi Toita, Danjuro Seppuku jiken (團十郎切腹事件)                                               | - / -                                              |
| 1960  | Shōtarō Ikei, Sakuran (錯乱) | -                                                                  | Daikichi Terauchi, Hagure nenbutsu (はぐれ念仏) / Jūgo Kuroiwa, Haitoku no mesu (背徳のメス)                                                 | - / -                                              |
| 1961  | Tsutomu Minakami, Kari no tera (雁の寺)                                                                                                   | Le Temple des oies sauvages, Picquier                              | Keiichi Itō, Hotaru no kawa (蛍の川) | -                                                  |
| 1962  | Hisahide Sugimori, Tensai to Kyojin no aida (天才と狂人の間)                                                                              | -                                                                  | Hitomi Yamaguchi, Eburiman shi no yugana seikatsu (江分利満氏の優雅な生活) / Sonoko Sugimoto, Koshu no kishi (孤愁の岸)                      | - / -                                              |
| 1963  | Tokuji Satō, Onna no ikusa (女のいくさ)                                                                                                   | -                                                                  | Tsuruo Andō, Kodan Honmokutei (巷談本牧亭) / Yoshie Wada, Chiri no naka (塵の中)                                                             | - / -                                              |
| 1964  | non attribué | -                                                                  | Michiko Nagai, Enkan (炎環) / Atsuko Anzai, Cho shoshi no hanashi (張少子の話)                                                               | - / -                                              |
| 1965  | Shigeo Fujii, Niji (虹 ) | -                                                                  | Yūkichi Shinbashi, Yaocho (八百長) / Jihei Chiba, Ryoshuki (虜愁記)                                                                          | - / -                                              |
| 1966  | Masaaki Tachihara, Shiroi keshi (白い罌粟)                                                                                                | -                                                                  | Hiroyuki Itsuki, Aozameta uma o miyo (蒼ざめた馬を見よ)                                                                                      | -                                                  |
| 1967  | Jirō Ikushima, Oitsumeru (追いつめる) | -                                                                  | Akiyuki Nosaka, Amerika Hijiki (アメリカひじき) / Tōru Miyoshi, Sei shojo (聖少女 )                                                          | Les Algues d'Amérique, Picquier / -                |
| 1968  | non attribué | -                                                                  | Chin Shunshin, Sigyoku jishi koro (青玉獅子香炉) / Mitsugu Saotome, Kyojin no ori (僑人の檻)                                                 | - / -                                              |
| 1969  | Aiko Satō, Tatakai sunde hi ga kurete (戦いすんで日が暮れて)                                                                              | -                                                                  | non attribué | -                                                  |
| 1970  | Yūki Shōji, Gunki hatameku motoni (軍旗はためく下に) / Junichi Watanabe, Hikari to kage (光と影)                                          | - / -                                                              | Jō Toyoda, Nagara gawa (長良川 ) | -                                                  |
| 1971  | non attribué | -                                                                  | non attribué | -                                                  |
| 1972  | Tsunabuchi Kenjō, Zan (斬) / Hisashi Inoue, Tegusari shinju (手鎖心中)                                                                    | - / -                                                              | non attribué | -                                                  |
| 1973  | Hideo Osabe, Tsugaru yozare bushi (津軽世去れ節) / Shūhei Fujisawa, Ansatsu no nenrin (暗殺の年輪)                                        | - / -                                                              | non attribué | -                                                  |
| 1974  | Giichi Fujimoto, Oni no uta (鬼の詩) | -                                                                  | Ryō Hanmura, Ama yadori (雨やどり) / Magoroku Ide, Atorasu Densetsu (アトラス伝説)                                                           | - / -                                              |
| 1975  | non attribué | -                                                                  | Ryūzō Saki, Fukushu suru wa ware ni ari (復讐するは我にあり)                                                                                 | -                                                  |
| 1976  | non attribué | -                                                                  | Kyōzō Miyoshi, Kosodate gokko (子育てごっこ)                                                                                                 | -                                                  |
| 1977  | non attribué | -                                                                  | non attribué | -                                                  |
| 1978  | Yō Tsumoto, Shincho no umi (深重の海) / Takehiro Irokawa, Rikon (離婚)                                                                    | - / -                                                              | Tomiko Miyao, Ichigen no koto (一絃の琴) / Natsuo Ariake, Dai naniwa shonin orai (大浪花諸人往来 )                                           | - / -                                              |
| 1979  | Tanaka Komimasa, Rokyoku shi asahi maru no hanashi (浪曲師朝日丸の話)                                                                     | -                                                                  | Takashi Atōda, Napoleon kyo (ナポレオン狂)                                                                                                   | -                                                  |
| 1980  | Kuniko Mukōda, Hana no namae (花の名前) / Kageki Shimoda, Kiiroi kiba (黄色い牙 )                                                         | - / -                                                              | Masanori Nakamura, Genshu no bohan (元首の謀叛 )                                                                                             | -                                                  |
| 1981  | Yukio Aoshima, Ningen banji saio ga hinoe uma (人間万事塞翁が丙午)                                                                        | -                                                                  | Kouhei Tsuka, Kamata koshin kyoku (『蒲田行進曲) / Akira Mitsuoka, Kirai (機雷)                                                              | - / -                                              |
| 1982  | Yūsuke Fukada, Ennetsu Shonin (炎熱商人) / Tomomi Muramatsu, Jidai ya no nyobo (時代屋の女房 )                                            | - / -                                                              | non attribué | -                                                  |
| 1983  | Kōshi Kurumizawa, Kuro pan furyo ki (黒パン俘虜記)                                                                                        | -                                                                  | Takurō Kanki, Shi seikatsu (私生活) / Osamu Takahashi, Hiden (秘伝 )                                                                         | - / -                                              |
| 1984  | Mikihiko Renjō, Koibumi (恋文) / Toshizō Nanba, Ten-noji mura (てんのじ村 )                                                               | -                                                                  | non attribué | -                                                  |
| 1985  | Yōko Yamaguchi, Enka no mushi (演歌の虫)                                                                                                  | - / -                                                              | Seigo Morita, Uo kashi monogatari (魚河岸ものがたり) / Moriko Hayashi, Saishu bin ni ma ni aeba (最終便に間に合えば )                        | - / -                                              |
| 1986  | Hiroko Minagawa, Koi beni (恋紅) | -                                                                  | Go Ousaka, Gadis no akai hoshi (カディスの赤い星) / Shinpei Tokiwa, Toi America (遠いアメリカ)                                               | - / -                                              |
| 1987  | Ichirō Shiraishi, Kairo den (海狼伝) / Eimi Yamada, Souru musikku rabazû onrî (ソウル・ミュージック・ラバーズ・オンリー)                  | - / -                                                              | Makio Abe, Sorezore no shugakusho (それぞれの終楽章 )                                                                                        | -                                                  |
| 1988  | Masaaki Nishiki, Kooreru hitomi (凍れる瞳) / Tamio Kageyama, Tōi Umi kara Kita COO (遠い海から来たCOO)                                    | - / -                                                              | Akiko Sugimoto, Tokyo shi ohashi uchu zu (東京新大橋雨中図) / Shizuko Tōdō, Urete yuku natsu (熟れてゆく夏 )                                 | - / -                                              |
| 1989  | Nejime Shōichi, Koenji junjo shoten gai (高円寺純情商店街) / Akira Sasakura, Toi kuni kara no satsujin sha (遠い国からの殺人者)           | - / -                                                              | Seiji Hoshikawa, Shoden sho (小伝抄) / Ryō Hara, Watashi ga koroshita shojo (熟れてゆく夏 )                                                  | - / La petite fille quej'ai tuée, Atelier Akatombo |
| 1990  | Tsumao Awasaka Kage kikyo (蔭桔梗) | -                                                                  | Kaoru Furukawa Hyohaku sha no aria (漂泊者のアリア)                                                                                          | -                                                  |
| 1991  | Masamitsu Miyagitani, Natsu hime shunju (夏姫春秋) / Sunao Ashihara, Seishun dendeke dekedeke (青春デンデケデケデケ)                      | - / -                                                              | Yoshio Takahashi, Okami bugyo (狼奉行) / Katsuhiko Takahashi, Akai kioku (緋い記憶 )                                                         | - / -                                              |
| 1992  | Shizuka Ijūin, Uke zuki (受け月) | -                                                                  | Tatsurō Dekune, Tsukuda jima futari shobo (佃島ふたり書房 )                                                                                  | -                                                  |
| 1993  | Kaoru Takamura, Markus no yama (マークスの山) / Aiko Kitahara, Koi wasure gusa (恋忘れ草)                                                 | Montagne claire, Actes Sud / -                                     | Masayoshi Satō, Ebisuya Yoshibei tegikae (恵比寿屋喜兵衛手控え) / Arimasa Oosawa, Sinjuku same mugen ningyo (新宿鮫 無間人形 )               | - / -                                              |
| 1994  | Akihiko Nakamura, Futatsu no sanga (二つの山河) / Yasuhisa Ebisawa, Kikyo (帰郷)                                                          | - / -                                                              | non attribué | -                                                  |
| 1995  | Shun Akasegawa, Hakkyu zan-ei (白球残映)                                                                                                  | -                                                                  | Mariko Koike, Koi (恋) / Iori Fujiwara, Terorisuto no parasoru (テロリストのパラソル )                                                       | - / -                                              |
| 1996  | Asa Nonami, Kogoeru kiba (凍える牙) | -                                                                  | Masako Bando, Yamamba (山妣 ) | -                                                  |
| 1997  | Setsuko Shinoda, Onna tachi no zihado (女たちのジハード) / Jirō Asada, Poppoya (鉄道員)                                                   | - / Le Cheminot, Stock                                             | non attribué | -                                                  |
| 1998  | Chōkitsu Kurumatani, Akame sijuhachi taki sinju misui (赤目四十八瀧心中未遂)                                                              | Double suicide manqué aux 48 cascades d'Akamé, éditions Vagabondes | Miyuki Miyabe, Riyu (理由) | -                                                  |
| 1999  | Kenichi Satō, Ohi no rikon (王妃の離婚) / Natsuo Kirino, Yawarakana hoho (柔らかな頬)                                                     | - / Disparitions, Editions du Rocher                               | Rei Nakanishi, Nagasaki burabura bushi (長崎ぶらぶら節)                                                                                      | -                                                  |
| 2000  | Yoichi Funado, Niji no tani no gogatsu (虹の谷の五月) / Kazuki Kaneshiro, GO                                                              | - / -                                                              | Yamamoto Fumio Puranaria (プラナリア) / Kiyoshi Shigematsu, Bitamin F (ビタミンF )                                                           | - / -                                              |
| 2001  | Yoshinaga Fujita, Ai no ryobun (愛の領分)                                                                                                 | -                                                                  | Yamamoto Ichiriki, Akane zora (あかね空) / Yuikawa Kei, Katagoshi no koibito (肩ごしの恋人)                                                  | - / -                                              |
| 2002  | Yuzaburo Otokawa, Ikiru (生きる) | -                                                                  | non attribué | -                                                  |
| 2003  | Ira Ishida, 4Teen (4TEEN フォーティーン) / Yuka Murayama, Hoshi boshi no fune (星々の舟)                                                  | - / -                                                              | Kaori Ekuni, Gokyu suru junbi wa dekite ita (号泣する準備はできていた) / Natsuhiko Kyōgoku, Nochino Kosetsu hyaku monogatari (後巷説百物語 ) | - / -                                              |
| 2004  | Hideo Okuda, Kuchu buranko (空中ブランコ) / Tatsuya Kumagai, Kaiko no mori (邂逅の森)                                                     | Un yakuza chez le psy, Editions Wombat / -                         | Mitsuyo Kakuta, Taigan no kanojo (対岸の彼女)                                                                                                | Celle de l'autre rive, Actes Sud                   |
| 2005  | Minato Shukawa, Hana mamma (花まんま) | -                                                                  | Keigo Higashino, Yogisha X no kenshin (容疑者Xの献身)                                                                                        | Le Dévouement du suspect X, Actes Sud              |
| 2006  | Shion Miura Mahoro ekimae tada benri ken (まほろ駅前多田便利軒) / Eto Mori, Kaze ni maiagaru biniru shito (風に舞いあがるビニールシート ) | - / -                                                              | non attribué | -                                                  |
| 2007  | Kesako Matsui, Yoshiwara tegiki gusa (吉原手引草)                                                                                         | Les mystères de Yoshiwara, Picquier                                | Kazuki Sakuraba, Watashi no otoko (私の男)                                                                                                   | -                                                  |
| 2008  | Areno Inoue, Kiriha e (切羽へ) | -                                                                  | Arata Tendō, Itamu hito (悼む人) / Kenʼichi Yamamoto, Rikyū ni tazuneyo (利休にたずねよ)                                                     | L’homme qui pleurait les morts, Seuil / -          |
| 2009  | Kaoru Kitamura, Sagi to Yuki (鷺と雪) | -                                                                  | Jō Sasaki Haikyo ni kou (廃墟に乞う) / Kazufumi Shiraishi, Hokanaranu hito e (ほかならぬ人へ)                                                | - / -                                              |
| 2010  | Kyōko Nakajima, (小さいおうち) | La Maison au toit rouge, Le Seuil                                  | Nobori Kiuchi, Hyosa no Utau (漂砂のうたう) / Shusuke Michio, Tsuki to Kani (月と蟹)                                                         | - / -                                              |
| 2011  | Jun Ikeido, Shitamachi Roketto (下町ロケット)                                                                                             | La fusée de Shitamachi, Books Editions                             | Rin Hamuro (ja), Higurashi no Ki (蜩ノ記) | -                                                  |
| 2012  | Mizuki Tsujimura, Kagi no nai Yume wo Miru (鍵のない夢を見る)                                                                             | -                                                                  | Asai Ryo, Nanimono (何者) / Abe Ryutaro, Tohaku (等伯)                                                                                       | - / -                                              |
| 2013  | Shino Sakuragi, Hotel Royal (ホテルローヤル)                                                                                              | -                                                                  | Makate Asai, Renka (恋歌) / Kaoruko Himeno, Shōwa no inu (昭和の犬)                                                                          | - / -                                              |
| 2014  | Hiroyuki Kurokawa, Hamon (破門) | -                                                                  | Kanako Nishi, Saraba ! (サラバ !) | -                                                  |
| 2015  | Akira Higashiyama, Ryu (流) | -                                                                  | Bunpei Aoyama, Tsuma wo Metorava (つまをめとらば)                                                                                            | -                                                  |
| 2016  | Hiroshi Ogiwara, Umi no Mieru Rihatsuten (海の見える理髪店)                                                                               | -                                                                  | Riku Onda, Hachimitsu to Enrai (蜂蜜と遠雷)                                                                                                  | -                                                  |
| 2017  | Shōgo Satō, Tsuki no Michikake (月の満ち欠け)                                                                                             | -                                                                  | Yoshinobu Kadoi, Gingatetsudo no Chichi (銀河鉄道の父)                                                                                       | -                                                  |
| 2018  | Rio Shimamoto, Fāsuto Ravu (ファーストラヴ)                                                                                               | -                                                                  | Junjō Shindō, Takarajima (宝島) | -                                                  |
| 2019  | Masumi Ōshima, Uzu Imoseyama Onna Teikin Tamamusubi (渦 妹背山婦女庭訓 魂結び)                                                            | -                                                                  | Soichi Kawagoe, Netsugen (熱源) | -                                                  |
| 2020  | Hase Seishū, Shonen to In (少年と犬) | -                                                                  | Naka Saijo, Kokoro(ura) sabishi kawa (心（うら）淋し川)                                                                                      | -                                                  |
| 2021  | Toko Sawada, Hoshi ochite, nao (星落ちて、なお) / Norikazu Sato, Tezcatlipoca (テスカトリポカ)                                            | -                                                                  | Shogo Imamura, Saiō no Tate (塞王の楯) / Honobu Yonezawa, Kokurōjō ((黒牢城)                                                                 | -                                                  |
| 2022  | Misumi Kobo, Yoru ni Hoshi wo Hanatsu (夜に星を放つ)                                                                                      | -                                                                  | Satoshi Ogawa, Chizu to Kobushi (地図と拳) / Akane Chihaya, Shirogane no Ha (しろがねの葉)                                                   | -                                                  |
| 2023  | Ryōsuke Kakine, Gokuraku Seii-taishōgun (極楽征夷大将軍,) / Sayako Nagai, Kobiki-chō no Adauchi (木挽町のあだ討ち)                        | -                                                                  | Akiko Kawasaki, Tomogui (ともぐい) / Manabu Makime, Hachigatsu no Gosho-ground (八月の御所グラウンド)                                        |                                                    |
| 2025  | non attribué | -                                                                  | non attribué | -                                                  |